# Заме, Себастиан
Себастиан Заме (фр. Sébastien Zamet, 1549, Лукка — 1614, Париж) — французский финансист.
Сын сапожника, принадлежал к числу итальянцев, прибывших в Францию в свите Екатерины Медичи; пользовался расположением Генриха III; ловкими финансовыми операциями составил огромное состояние; был доверенным лицом герцога Майеннский, для которого исполнял различные дипломатические поручения, а затем и Генриха IV, благодаря чему все его проделки и хищения оставались безнаказанными. Получил титул барона de Murat et de Billy. 
Его сын (незаконный, от m-lle du Tremblay) Жан (Jean Zamet), барон Мюрат и Бильи, — французский генерал. Пользовался расположением Генриха IV, затем Людовика XIII, ценившего его познания в истории, математике и военных науках. В 1617 командовал армией в Шампани, затем действовал против гугенотов в Гиени, Пуату и Лангедоке. Пал в 1622 при осаде Монпелье.
Помимо Жана, у Себастиана был еще один сын - Себастьен Замет (Sébastien Zamet) - Епископ Лангрский.